# Eduard Ehrke
Eduard Paul Conrad Ehrke, später in England Edward Ehrke (* 17. Februar 1837 in Ludwigslust; † 9. November 1911 in Bath, England) war ein deutscher Landschaftsmaler der Düsseldorfer Schule und Schullehrer. Die längste Zeit seines Lebens verbrachte er in England.

## Leben
Eduard Ehrke, Sohn des großherzoglich mecklenburg-schwerinschen Läufers (späteren Kammerdieners) Ludwig Heinrich Ehrke (1804–1878) und dessen Frau Antonie (Anna Ernestine), geb. Haidner (1811–1900), entstammte einer Familie von Hofhandwerkern und Hofbeamten. Er war Schüler des Fridericianums in Schwerin. Seinen ersten Malunterricht erhielt er beim Architektur- und Landschaftsmaler Friedrich Jentzen in Schwerin. Von 1856 bis 1857 folgte ein Studium in Düsseldorf, 1858–1859 unternahm er weitere Studien in München. Studienreisen führten ihn zurück in seine mecklenburgische Heimat, so betrieb er etwa gemeinsam mit Otto Dörr Naturstudien in der Umgebung der Stadt Schwaan. Hier kam etwa der junge Carl Malchin während seiner Ausbildung zum Geodäten mit den Malern in Kontakt, die dabei vermutlich sein Interesse am Malen weckten.
Ehrke ging um 1860 nach England, wo er zunächst u. a. mehrere Jahre in Dedham/Essex lebte und als Lehrer (Master) für „neue Sprachen“ (Deutsch und Französisch) an der Queen Elizabeth’s Grammar-School tätig war. Ab 1876 wurde er in Bath/Somerset ansässig. Hier wirkte er bis 1896 als Lehrer in den genannten Fächern sowie für Zeichnen an der King Edward VI School. Er beschäftigte sich neben seiner Lehrtätigkeit weiterhin mit dem Malen und war mit seinen Werken u. a. bei Ausstellungen der The Bath Society of Artists vertreten.
Eduard Ehrke war seit 1868 verheiratet mit Harriett, geb. Reeve (* 1836). Die Familie hatte drei Kinder, die alle in Dedham geboren wurden: Mary Ellen (1870–1936), Charles Edward Louis (1872–1949) und Arthur Herbert (1873–1934).
Eduard Ehrkes jüngerer Bruder war der Opernsänger Paul Ehrke (1840–1893). Sein älterer Bruder war der ebenfalls in England lebende Maler Julius Ehrke (1835–1899).

## Werke (Auswahl)

### Als Maler
- Landschaft am Waldesrand mit Herde, 1855; bis 1945 im Neuen Palais in Potsdam-Sanssouci[10]
- Morgenlandschaft, 1857
- Mecklenburgische Sommerlandschaft (Umgegend von Rostock), 1859; Staatliches Museum Schwerin
- Englische Küstenlandschaft mit Ruderkahn, 1862
- Kalkbrennerei an einem Kanal, 1865; Kunsthandel[11]
- Aufziehendes Gewitter an der Küste, 1873; Wuppertal, Stiftung Sammlung Volmer[12]

### Als Autor
- German Passages for Unprepared Translation. For the Use of Candidates for Army, Civil Service, and other Examinations. Selected and Arranged by Eduard Ehrke. Clarendon Press, Oxford 1899.
- Guide to advanced German prose composition, containing selections from Modern English authors, Notes, and a Grammatical Introduction. Oxford 1901. (Neuausgabe 1926; Nachdruck 1950)